# Дуб на Сетомлі
Дуб на Сетомлі — ботанічна пам'ятка природи місцевого значення у Шевченківському районі Києва, що розташована на території парку "Нивки". Це старовинний екземпляр дуба черещатого, вік якого оцінюється приблизно у 400 років.

## Опис
Дерево розташоване на підвищенні, біля каменю, за адресою: вул. Авіаконструктора Ігоря Сікорського, 6 (стара назва — вул. Танкова).  
На висоті 1,3 м обхват його стовбура становить 4,1 м, а загальна висота — 25 м.  
Дуб отримав свою назву від літописної річки Сетомль, сучасного Сирця, на березі якої він росте.

## Природоохоронний статус
Пам'ятку природи місцевого значення "Дуб на Сетомлі" було оголошено рішенням Київради від 1 грудня 2011 року № 730/6966.  
Вона входить до складу природно-заповідного фонду України і перебуває під охороною держави.

## Управління та охорона
Землекористувачем об'єкта є КП УЗН Шевченківського району. Організація відповідає за збереження пам'ятки та дотримання природоохоронного режиму.

## Галерея

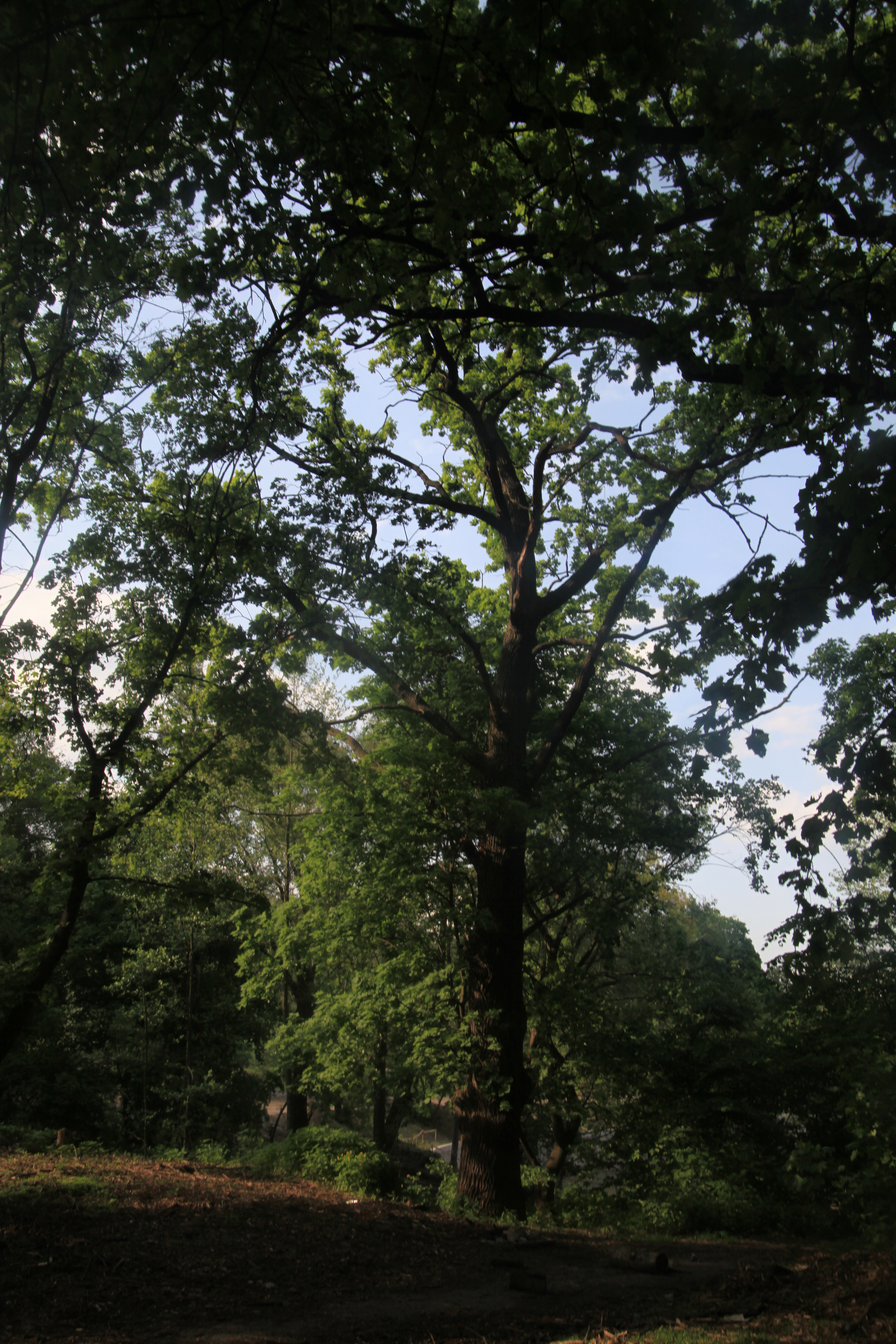
Дуб на Сетомлі